# NGC 5790
NGC 5790 est une vaste et lointaine galaxie lenticulaire située dans la constellation du Bouvier. Sa vitesse par rapport au fond diffus cosmologique est de 11 270 ± 14 km/s, ce qui correspond à une distance de Hubble de 166 ± 12 Mpc (∼541 millions d'al). NGC 5790 a été découverte par l'astronome français Édouard Stephan en 1884.
Selon la base de données Simbad, NGC 5790 est une galaxie de Seyfert de type 2.